# Crassitoniella thola
Crassitoniella thola is een slakkensoort uit de familie van de Eatoniellidae. De wetenschappelijke naam van de soort is voor het eerst geldig gepubliceerd in 1965 door Ponder.